# John Carpenter (filmrendező)
John Carpenter (Bowling Green, Kentucky, 1948. január 16. –) amerikai filmrendező, forgatókönyvíró, filmzeneszerző, színész. A „horror pápája” és az „erőszak pornográfusa”.
Első felesége Adrienne Barbeu volt, (1979–1984), akitől 1984. május 7-én született fia Cody. Barbeu és Carpenter 1980-as közös filmje A köd. 1990-ben feleségül vette Sandy Kinget, aki több filmjének is producere.

## Munkássága
| Év   | Magyar cím                                             | Eredeti cím                                          | Részvétel                                  |
| ---- | ------------------------------------------------------ | ---------------------------------------------------- | ------------------------------------------ |
| 2021 | Gyilkos Halloween                                      | Halloween Kills                                      | zene                                       |
| 2018 | Halloween                                              | Halloween                                            | executive producer, zene                   |
| 2010 | A kórterem                                             | The Ward                                             | rendező                                    |
| 2007 | Halloween                                              | Halloween                                            | forgatókönyvíró                            |
| 2006 | A Horror Mesterei - Sátánfattyú                        | Masters of Horror: Pro-Life                          | rendező                                    |
| 2005 | A Horror Mesterei: Tébolyító John Carpenter            | Masters of Horror: John Carpenter's Cigarette Burns) | rendező                                    |
| 2005 | A köd                                                  | The Fog                                              | forgatókönyvíró, producer                  |
| 2005 | A 13-as rendőrőrs                                      | Assault on Precinct 13                               | forgatókönyvíró                            |
| 2005 | A Horror Mesterei                                      | Masters of Horror                                    | rendező                                    |
| 2002 | Halloween – Feltámadás                                 | Halloween: Resurrection                              | forgatókönyvíró, zene                      |
| 2002 | Vámpírok: A gyilkos csapat                             | Vampires: Los Muertos                                | executive producer                         |
| 2001 | A Mars szelleme                                        | Ghosts of Mars                                       | rendező, forgatókönyvíró, zeneszerző       |
| 2000 | Az amerikai rémálom                                    | The American Nightmare                               | színész                                    |
| 1999 | Broadway 39. utca                                      | Cradle Will Rock                                     | színész - William Randolph Hearst          |
| 1999 | Csendes pusztítók                                      | Silent Predators                                     | forgatóhönyvíró                            |
| 1998 | John Carpenter: Vámpírok                               | John Carpenter's Vampires                            | rendező, zeneszerző                        |
| 1996 | Menekülés Los Angelesből                               | Escape from L. A.                                    | rendező, forgatókönyvíró, zeneszerző       |
| 1995 | Elátkozottak faluja                                    | Village of the Damned                                | rendező, zeneszerző                        |
| 1995 | Halloween – Az átok beteljesül                         | Halloween: The Curse of Michael Myers                | forgatókönyv, zeneszerző                   |
| 1995 | Az őrület torkában                                     | In the Mouth of Madness                              | rendező, zeneszerző                        |
| 1992 | Semmit a szemnek! - Egy láthatatlan ember feljegyzései | Memoirs of an Invisible Man                          | rendező                                    |
| 1991 | A véres folyó                                          | Blood River                                          | forgatókönyvíró                            |
| 1989 | Halloween 5.                                           | Halloween 5                                          | zeneszerző                                 |
| 1988 | Elpusztíthatatlanok                                    | They Live                                            | rendező, forgatókönyvíró                   |
| 1987 | A sötétség fejedelme                                   | Prince of Darkness                                   | rendező, író                               |
| 1986 | Fantasztikus prototípus                                | Black Moon Rising                                    | író, executive producer                    |
| 1986 | Nagy zűr Kis-Kínában                                   | Big Trouble in Little China                          | rendező, zeneszerző                        |
| 1984 | Csillagember                                           | Starman                                              | rendező                                    |
| 1983 | Christine                                              | Christine                                            | rendező, zene                              |
| 1982 | Halloween 3.: Boszorkányos időszak                     | Halloween III: Season of the Witch                   | zene, producer                             |
| 1982 | A dolog                                                | The Thing                                            | rendező                                    |
| 1981 | Halloween 2.                                           | Halloween II.                                        | forgatókönyvíró, zene, producer            |
| 1981 | Menekülés New Yorkból                                  | Escape from New York                                 | rendező, forgatókönyvíró, zeneszerző       |
| 1980 | A köd                                                  | The Fog                                              | rendező, forgatókönyvíró, zeneszerző       |
| 1979 | Elvis                                                  | Elvis                                                | rendező                                    |
| 1978 | Halloween – A rémület éjszakája                        | Halloween                                            | rendező, forgatókönyvíró, zene             |
| 1978 | Laura Mars szemei                                      | Eyes of Laura Mars                                   | író                                        |
| 1978 | Valaki figyel                                          | Someone's Watching Me!                               | rendező, forgatókönyvíró                   |
| 1976 | A 13-as rendőrőrs ostroma                              | Assault on Precinct 13                               | rendező, forgatókönyvíró, zeneszerző, vágó |
| 1974 | Sötét csillag                                          | Dark star                                            | rendező, producer                          |